# Batak toba
Batak toba (též Toba Batak) je jazyk používaný národem Toba Batak na Severní Sumatře v Indonésii. Patří do širší jazykové rodiny batackých jazyků, např. spolu s jazyky batak simalungun nebo batak karo. Batacké jazyky samotné jsou součástí malajsko-polynéské jazykové rodiny, jedné z jazykových rodin austronéských jazyků.
Počet mluvčích se odhaduje zhruba na 1, 6 milionu. Zapisuje se latinkou, ovšem historicky se používala i abugida označovaná jako batacké písmo.

## Ukázka jazyka
První verš Otčenáše v jazyce batak toba:
| „ | Ale Amanami na di banua ginjang. Sai pinarbadia ma Goarmu. | “ |

Český překlad:
| „ | Otče náš, jenž jsi na nebesích, posvěť se jméno tvé. | “ |